# Чюлингтон, Оливер
Оливер Чюлингтон (швед. Oliver Kylington; род. 19 мая 1997, Стокгольм) — шведский хоккеист, защитник «Анахайм Дакс».

## Биография
Оливер Чюлингтон родился 19 мая 1997 года в шведском городе Стокгольм в семье шведа и эритрейки.
В 2012 году дебютировал в молодёжной команде шведского «Ферьестада». В сезоне-2013/14 стал выступать за главную команду клуба в чемпионате Швеции, сыграв 44 матча и набрав 8 (2+6) очков. В этом и следующем сезонах параллельно продолжал выступать за молодёжку.
В январе 2014 года подписал двухлетний контракт с «Ферьестадом». В мае участвовал в юниорском драфте КХЛ и был выбран под 107-м номером омским «Авангардом».
В ноябре 2014 года был отдан в аренду АИКу, выступающему во втором эшелоне шведского хоккея Аллсвенскан. В 17 матчах набрал 7 (4+3) очков — больше всех в лиге среди игроков до 18 лет. Завершил сезон в «Ферьестаде».
В 2015 году участвовал в драфте НХЛ и был выбран во втором раунде под 60-м номером «Калгари Флэймз». В июле подписал с канадским клубом трёхлетний начальный контракт. Выступал в АХЛ за «Стоктон Хит», в течение трёх сезонов провёл 174 матча, набра 75 (18+57) очков. За этот период он сыграл всего один матч за «Калгари Флэймз» в НХЛ, дебютировав 9 апреля 2016 года в матче против «Миннесоты Уайлд».
Начиная с сезона-2018/19, стал активно привлекаться к выступлениям за «Калгари Флэймз». В сезоне-2018/19 на счету Чюлингтона 8 (3+5) очков в 38 матчах, в сезоне-2019/20 — 7 (2+5) очков в 48 поединках. Первую шайбу в НХЛ он забросил 9 декабря 2018 года в ворота «Нэшвилл Предаторз».
2 августа 2022 продлил контракт с «Калгари» на два года. 

## Семья
Отец — Берьё Чюлингтон.
Мать — Тебер Зеру, уроженка Эритреи. В подростковом возрасте бежала во время войны в Швецию, где жил её брат. Была серьёзно ранена.